# Cantón de Remich
Remich (en Luxemburgués: Réimech), es un cantón ubicado en el distrito de Grevenmacher, en Luxemburgo. La capital es Remich. Tiene una población de 19,845 habitantes.

## Comunas

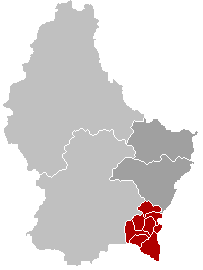
Comunas.

El cantón cuenta con 8 comunas, las cuales son:Bous
- Bous
- Dalheim
- Lenningen
- Mondorf-les-Bains
- Remich
- Schengen
- Stadtbredimus
- Waldbredimus

- Datos: Q691781
- Multimedia: Canton of Remich / Q691781